# Joint application development
Joint Application Development — JAD ou Joint Application Design é uma metodologia criada pela IBM do Canadá em 1977 e adaptada para o Brasil em 1982 para moderação de discussões de brainstorming acelerando e consolidando o desenvolvimento de aplicações de Sistemas de Informação.
Joint Application Design (JAD) é uma metodologia que acelera o projeto de sistemas. 
Guiados por um líder de reunião, usuários e analistas projetam o sistema juntos, em sessões de grupo estruturadas. JAD utiliza a criatividade e o trabalho em equipe 
de dinâmica de grupo para definir o ponto de vista dos usuários sobre o sistema, desde os objetivos e aplicações do sistema até a geração de telas e projetos de relatórios. 
A aplicação JAD permite a criação, em menos tempo, de sistemas mais eficazes.
JAD foi desenvolvido em 1977 pela IBM e tem sido testado de forma bem-sucedida em vários projetos de software, nas áreas industriais, 
de hardware e de aplicativos. JAD não é somente uma metodologia patrocinada pela IBM, mas é também apoiado por muitas empresas de consultoria 
e autoridades em Engenharia de Software, tal como James Martin. Esse método se encaixa com perfeição com muitas outras metodologias de 
desenvolvimento e ferramentas CASE. Muitas empresas tem feito de JAD um modo de vida, incorporando-o dentro de seus padrões de desenvolvimento.